# Bitoma morosa
Bitoma morosa es una especie de coleóptero de la familia Zopheridae.

## Distribución geográfica
Habita en Nueva Zelanda.